# Comté de Narromine
Le comté de Narromine (en anglais : Narromine Shire) est une zone d'administration locale située dans l'État de Nouvelle-Galles du Sud en Australie, dont le siège est Narromine. 

## Géographie
Le comté s'étend sur 5 264 km2 dans l'Orana, au centre de la Nouvelle-Galles du Sud, à l'ouest de la ville de Dubbo. Il est traversé par la voie de chemin de fer Main Western railway line et par la Mitchell Highway.
Le comté comprend la ville de Narromine, ainsi que les villages de Tomingley et Trangie.

## Histoire
Le comté est créé le 1er janvier 1981 par la fusion de la municipalité de Narromine avec le comté de Timbrebongie, fondé en 1906.

## Démographie
| Année | Population |
| ----- | ---------- |
| 2016  | 6 444      |
| 2021  | 6 360      |

## Politique et administration
Le conseil comprend neuf membres élus pour quatre ans, qui à leur tour élisent le maire et son adjoint pour deux ans. Lors des élections du 4 décembre 2021, seuls neuf candidats indépendants se sont présentés et on donc été déclarés élus sans vote.

### Liste des maires
| Période        | Période        | Identité      | Étiquette   | Qualité |
| -------------- | -------------- | ------------- | ----------- | ------- |
| septembre 2012 | septembre 2016 | Bill McAnally | Indépendant |         |
| septembre 2016 | en cours       | Craig Davies  | Indépendant |         |

Le comté est rattaché à la circonscription de Parkes pour les élections fédérales et à celle de Dubbo pour les élections à l'Assemblée législative de Nouvelle-Galles du Sud.